# Ugly – Verlier nicht dein Gesicht (Roman)
Ugly – Verlier nicht dein Gesicht (englischer Originaltitel: Uglies) ist ein 2005 veröffentlichter Science-Fiction-Roman von Scott Westerfeld und ist der Auftaktband einer Reihe mit den Folgebänden „Pretty – Erkenne dein Gesicht“, „Special – Zeig dein wahres Gesicht“ und „Extra – Wer kennt dein Gesicht“. Ugly spielt in einer dystopischen Welt, in der jeder als „hässlich“ betrachtet wird, bis er durch eine extreme kosmetische Operation im Alter von sechzehn Jahren „hübsch“ wird.

## Handlung
Tally ist fast sechzehn Jahre alt. Wie jede andere Ugly erwartet sie die Operation mit großer Vorfreude. Ihr bester Freund Peris wurde bereits operiert und lebt auf der anderen Seite des Flusses in New Pretty Town. Motiviert von dem Wunsch, ihn zu sehen, schleicht Tally eines Abends heimlich über den Fluss nach New Pretty Town. Dort trifft sie Shay, eine andere Ugly. Sie werden Freunde und Shay bringt Tally bei, wie man mit einem Hoverboard fliegt. Dabei erwähnt Shay auch, dass sie sich nicht operieren lassen möchte.
Am Tag ihrer Operation wird Tally in die „Abteilung für Besondere Umstände“ gebracht, einer Abteilung, die mit „Kobolden“ verglichen und „beschuldigt wird, wenn etwas Seltsames passiert“. Dr. Cable, eine Frau, die als „grausame Pretty“ beschrieben wird, ist die Leiterin der Abteilung. Sie setzt Tally ein Ultimatum: Entweder Tally hilft ihr, Shay und Smoke zu finden oder Tally wird niemals hübsch werden. Tally willigt ein und Dr. Cable gibt ihr ein Hoverboard und eine Halskette mit einem herzförmigen Anhänger, in dem ein Peilsender eingesetzt wurde. Wird der Peilsender aktiviert, zeigt er Dr. Cable und der „Abteilung für Besondere Umstände“ an, wo Smoke liegt. Mit Shays Hinweisen im Gepäck macht sich Tally auf den Weg, um ihre Freundin zu finden.
Als Tally in Smoke ankommt, findet sie Shay, ihren Freund David und eine ganze Gemeinschaft von ausgerissenen Uglies. Sie zögert, den Anhänger zu aktivieren und ihr wird langsam klar, dass David in sie verliebt ist. David nimmt sie mit, um ihr seine Eltern Maddy und Az vorzustellen, die die ersten waren, die aus der Stadt geflohen sind. Sie erzählen Tally, dass die Operation mehr ist als eine kosmetische Verschönerung. Sie führt auch dazu, dass Menschen ruhiger und „hübsch gesinnt“ werden. Davon schockiert beschließt Tally, Smoke geheim zu halten und wirft den Anhänger in ein Feuer. Durch die Hitze der Flammen aktiviert sich aber der Peilsender, sodass er die Position von Smoke anzeigt.
Am nächsten Morgen erreichen die Specials der Abteilung für Besondere Umstände Smoke. Tally versucht zu fliehen, scheitert allerdings mit diesem Versuch. Sie wird nach Smoke zurückgebracht, wo die anderen Smokies gefesselt gefangen gehalten werden. Mittels Scan der Augen werden alle geflohenen Smokies identifiziert und festgestellt, aus welcher Stadt sie geflohen sind. Tally wird zu Dr. Cable gebracht, die erklärt, wie die Specials Smoke gefunden haben. Dr. Cable denkt, dass Tally den Anhänger absichtlich aktiviert hat. Nachdem sie aufgefordert wird, Dr. Cable den Anhänger zurückzugeben, flieht Tally auf einem Hubbrett. Nach einer langen und stressigen Jagd schafft sie es, sich in einer Höhle zu verstecken, wo man sie nicht orten kann. Sie findet David, der sich dort ebenfalls versteckt. Zusammen planen sie die Rettung von Shay.
Sie kehren zurück zu Davids Haus, in dem sie feststellen, dass die Abteilung für Besondere Umstände Maddy und Az mitgenommen haben. David bringt Tally zu einem geheimen Versteck mit Überlebensequipment und laden dieses auf vier Hubbretter, die ebenfalls dort versteckt sind. Als sie im Gebäudekomplex der Abteilung für Besondere Umstände ankommen, entdecken sie, dass Shay bereits in eine „Pretty“ verwandelt wurde. Nachdem sie Dr. Cable getroffen haben, schlägt David diese bewusstlos und nimmt ihr Tablet, das alle notwendigen Informationen enthält, um die neurologischen Läsionen rückgängig zu machen, die die Pretty-Operation verursacht. Danach befreien Tally und David alle Smokies, die in dem Gebäude festgehalten werden. Als sie aus dem Gebäude fliehen, teilt Maddy David mit, dass sein Vater, Az, tot ist.
Als alle in Sicherheit sind, benutzt Maddy Dr. Cables Tablet, um ein Heilmittel zu entwickeln. Sie bietet es Shay an, die darauf verzichtet, weil sie keine „Vegetarierin“ werden möchte. Da Tally sich dafür verantwortlich fühlt, dass Shay verraten wurde, entscheidet sie sich, eine Pretty zu werden und das Heilmittel zu testen. Sie überzeugt David davon, sie in die Stadt zurückkehren zu lassen, indem sie ihm davon erzählt, wie die Abteilung für Besondere Umstände sie beauftragt hat, Smoke zu finden und alle dort lebenden Menschen zu verraten. Während David realisiert, was Tally gerade zugegeben hat, gibt Maddy Tally die Anweisung, mit Shay in die Stadt zurückzukehren, bevor diese es sich anders überlegt. Als sie dort ankommen, eröffnet sie einer Middle Pretty als letzten Satz des Romans: „Ich bin Tally Youngblood. Macht mich hübsch“.

## Charaktere

### Uglies

#### Tally Youngblood
Tally Youngblood ist die Protagonistin der Geschichte. Ihr Spitzname als Ugly ist „Schielauge“. Sie wird von den Specials gezwungen, Shay zu finden.

#### Shay
Shay ist Tallys neue Freundin in Uglyville. Ihr Spitzname als Ugly ist „Skelett“. Die beiden lernen sich an einem der Abende kennen, als Tally nach New Pretty Town schleicht, um Peris zu sehen. Shay bringt Tally bei, wie man mit einem Hubbrett fliegt und zeigt ihr die Ruinen der Rusties außerhalb der Stadt.

### Pretties

#### Peris
Peris ist Tallys bester Freund. Er ist drei Monate älter als Tally und ist deshalb schon ein Pretty, als die Handlung einsetzt. Sein Ugly-Spitzname war „Nase“.

### Specials

#### Dr. Cable
Dr. Cable ist die Leiterin der „Abteilung für Besondere Umstände“. Sie wird beschrieben als eine Frau mit einer Adlernase, scharfen Zähnen und nicht reflektierenden grauen Augen.
Sie verhindert, dass Tally eine Pretty wird, bis Tally Shay findet. Als der Anhänger den Standort von Smoke zeigt, schickt sie Specials, um Smoke zu zerstören.

### Smokies

#### David
David ist der Sohn von Maddy und Az, den Gründern von Smoke und wurde in keiner der neuen Städte geboren.

#### Maddy
Maddy ist die Mutter von David und eine der Gründer von Smoke. Sie erzählt Tally von den Veränderungen, die während der Operation an der jeweiligen Person vorgenommen werden und entwickelt später für diese Pillen als Heilung.

#### Az
Az ist der Vater von David und einer der Gründer von Smoke. Er entdeckte die Veränderungen, die die Operation verursacht und vermutet, dass diese absichtlich sind.

## Schauplätze
300 Jahre in der Zukunft stellt die Regierung alles zur Verfügung, inklusive plastischer Operationen. Jede Person wird an ihrem 16. Geburtstag einer Operation unterzogen, die denjenigen in den gesellschaftlichen Standard verwandelt, der als „Pretty“ bezeichnet wird. Nach der Operation überqueren neue „Prettys“ den Fluss, um im Zentrum der Stadt ein Leben ohne Pflichten oder Verantwortlichkeiten zu führen.
Frühere Städte sind zusammengebrochen, nachdem Bakterien das weltweite Erdöl befallen haben. Die alte, von Öl abhängige Gesellschaft zerbrach, als Autos und Ölfelder explodierten und Nahrung nicht mehr transportiert werden konnte.

### Uglyville
Uglyville ist der Ort, an dem die Uglies von ihrem zwölften bis zur Operation an ihrem sechzehnten Geburtstag leben und in derselben Uniform zur Schule gehen. Allen dort lebenden Uglies ist es untersagt, den Fluss nach New Pretty Town zu überqueren.

### New Pretty Town
New Pretty Town ist der Ort, in dem die neuen Pretties leben. In Tallys Stadt befindet sich New Pretty Town auf einer Insel in der Stadtmitte, um die der Fluss herum fließt.

### Smoke
Smoke ist eine abtrünnige Siedlung mitten in der Wildnis und das Dorf der Rebellen, die als Zufluchtsort für Uglies gegründet wurde, die sich nicht der Operation unterziehen möchten. Shay flüchtet dorthin, um der Operation zu entkommen. Als Tally den Anhänger von Dr. Cable ins Feuer wirft, zeigt dieser den Standort von Smoke. Daraufhin wird Smoke von den Specials der Abteilung für Besondere Umstände zerstört.

## Verfilmung
Im September 2024 erschien auf Netflix eine Verfilmung mit Joey King in der Hauptrolle.